# Берчешть (Горж)
Берчешть, Берчешті (рум. Bercești) — село у повіті Горж в Румунії. Адміністративно підпорядковане місту Новач.
Село розташоване на відстані 206 км на північний захід від Бухареста, 36 км на північний схід від Тиргу-Жіу, 94 км на північ від Крайови.

## Населення
За даними перепису населення 2002 року у селі проживали 977 осіб, усі — румуни. Усі жителі села рідною мовою назвали румунську.